# Мерт Мюльдюр
Мерт Мюльдюр (тур. Mert Müldür, нар. 3 квітня 1999, Відень) — австрійський і турецький футболіст, захисник «Фенербахче» і національну збірну Туреччини.

## Клубна кар'єра
Народився 3 квітня 1999 року в місті Відень в родині вихідців з Туреччини. Вихованець футбольної школи клубу «Рапід» (Відень).
Протягом 2017—2018 років грав за другу команду «Рапіда», а з 2018 року почав залучатися до ігор основної команди клубу. Провівши один повний сезон у австрійській Бундеслізі, перебрався до Італії, де 20 серпня 2019 року став гравцем місцевого «Сассуоло».
У складі італійської команди провів практично повні чотири сезони. Спочатку був стабільним гравцем її основного складу, але по ходу сезону 2022/23 виходив лише двічі на поле в іграх Серії A.
1 серпня 2023 року за 2,8 мільйона євро перейшов до «Фенербахче».

## Виступи за збірні
2016 року дебютував у складі юнацької збірної Туреччини, взяв участь у 6 іграх на юнацькому рівні.
Восени 2018 року дебютував в офіційних матчах у складі національної збірної Туреччини.
| Дата       | Місто          | Господарі  | Результат | Гості                | Турнір                               | Голи | Примітки |
| ---------- | -------------- | ---------- | --------- | -------------------- | ------------------------------------ | ---- | -------- |
| 11-10-2018 | Різе           | Туреччина  | 0 – 0     | Боснія і Герцеговина | товариський матч                     | -    | 86'      |
| 20-11-2018 | Анталія        | Туреччина  | 0 – 0     | Україна              | товариський матч                     | -    | 85'      |
| 3-9-2020   | Сівас          | Туреччина  | 0 – 1     | Угорщина             | Ліга націй УЄФА 2020-2021 - 1-й етап | -    |          |
| 27-3-2021  | Малага         | Норвегія   | 0 – 3     | Туреччина            | Відбір до ЧС 2022                    | -    | 75'      |
| 30-3-2021  | Стамбул        | Туреччина  | 3 – 3     | Латвія               | Відбір до ЧС 2022                    | -    |          |
| 27-5-2021  | Аланія (місто) | Туреччина  | 2 – 1     | Азербайджан          | товариський матч                     | -    |          |
| 31-5-2021  | Анталія        | Туреччина  | 0 – 0     | Гвінея               | товариський матч                     | -    |          |
| 3-6-2021   | Падерборн      | Туреччина  | 2 – 0     | Молдова              | товариський матч                     | -    | 84'      |
| 16-6-2021  | Баку           | Туреччина  | 0 – 2     | Уельс                | ЧЄ 2020 - 1-й етап                   | -    | 73'      |
| 20-6-2021  | Баку           | Швейцарія  | 3 – 1     | Туреччина            | ЧЄ 2020 - 1-й етап                   | -    |          |
| 1-9-2021   | Стамбул        | Туреччина  | 2 – 2     | Чорногорія           | Відбір до ЧС 2022                    | -    |          |
| 4-9-2021   | Гібралтар      | Гібралтар  | 0 – 3     | Туреччина            | Відбір до ЧС 2022                    | -    |          |
| 7-9-2021   | Амстердам      | Нідерланди | 6 – 1     | Туреччина            | Відбір до ЧС 2022                    | -    |          |
| 13-11-2021 | Стамбул        | Туреччина  | 6 – 0     | Гібралтар            | Відбір до ЧС 2022                    | 1    | 46' 85'  |
| 29-3-2022  | Конья          | Туреччина  | 2 – 3     | Італія               | товариський матч                     | -    | 86'      |
| 4-6-2022   | Стамбул        | Туреччина  | 4 – 0     | Фарерські острови    | Ліга націй УЄФА 2022-2023 - 1-й етап | -    |          |
| 7-6-2022   | Вільнюс        | Литва      | 0 – 6     | Туреччина            | Ліга націй УЄФА 2022-2023 - 1-й етап | -    |          |
| 14-6-2022  | Ізмір          | Туреччина  | 2 – 0     | Литва                | Ліга націй УЄФА 2022-2023 - 1-й етап | -    | 84'      |
| 8-9-2023   | Ескішехір      | Туреччина  | 1 – 1     | Вірменія             | Відбір до ЧЄ 2024                    | -    | 61'      |
| Усього     |                | Матчів     | 19        |                      | Голів                                | 1    |          |